# Joachim Barth (Lichtdesigner)
Joachim Barth (geboren in Nordhausen) ist ein deutscher Lichtdesigner, der in Oper, Ballett, Schauspiel und Varieté tätig ist.

## Leben und Werk
Barth studierte Wirtschaftswissenschaft an den Universitäten Bochum und Wuppertal sowie Theaterwissenschaft an der Ludwig-Maximilians-Universität München.
Als Lichtdesigner übernahm er bislang rund hundert Produktionen, u. a. mit den Regisseuren Juri Ljubimow (Moskau), Andrej Woron (Berlin), Rafael Aguilar (Madrid), sowie mit Robert Wilson, Peter Brook, Antonio Gades und Peter Mussbach. Viele Jahre lang war er technischer Leiter von Mbongeni Ngemas Truppe Committed Artists in Johannesburg. Eine enge künstlerische Partnerschaft verbindet ihn seit dem Jahr 2000 mit Peter Stein, für dessen Megaprojekte Faust I und Faust II  (2000, Expo 2000 in Hannover) und Wallenstein (2007, Berliner Ensemble in der Kindl-Brauerei) er auch die Technische Leitung übernahm. Seither begleitet er Stein auf nahezu allen Gastinszenierungen in Italien, bei den Salzburger Festspielen, am Wiener Burgtheater, in Zürich und Moskau.
Barth wirkte auch als organisatorischer und technischer Leiter für zahlreiche Theatergastspiele bei bedeutenden Festivals auf der ganzen Welt. Er hatte die technische Leitung und Spielstättenleitung bei einer Reihe von Veranstaltungsinstitutionen, wie der Arena Berlin, und bei Festivals, wie der Münchner Biennale, inne. Derzeit ist er geschäftsführender Gesellschafter des Berliner Admiralspalast, dessen Umbau und Renovierung er von 2002 bis zur Wiedereröffnung 2006 mitverantwortete. Des Weiteren gehört er zum festen Personal des Burgtheaters.

## Lichtdesign für Peter-Stein-Inszenierungen

### Schauspiel
- 2000 Faust I und Faust II  – Expo 2000 Hannover (auch Technische Leitung)
- 2007 Wallenstein – Berliner Ensemble in der Kindl-Brauerei (auch Technische Leitung)
- 2008 Der zerbrochne Krug – Berliner Ensemble
- 2009 I Demoni – San Pancrazio und auf Welttournee
- 2011 Ödipus auf Kolonos – Salzburger Festspiele
- 2013 König Lear – Burgtheater Wien

### Oper
- 2002 Parsifal – Osterfestspiele Salzburg
- 2011 Macbeth (Verdi) – Salzburger Festspiele, danach auch am Teatro dell’Opera di Roma
- 2013 Don Carlos – Salzburger Festspiele
- 2011 Die Nase – Opernhaus Zürich, danach auch am Teatro dell’Opera di Roma
- 2014 Aida –  Stanislawski- und Nemirowitsch-Dantschenko-Musiktheater Moskau
- 2014 Fierrabras – Salzburger Festspiele
- 2016 Die Zauberflöte – Mailänder Scala